# Tub de calor

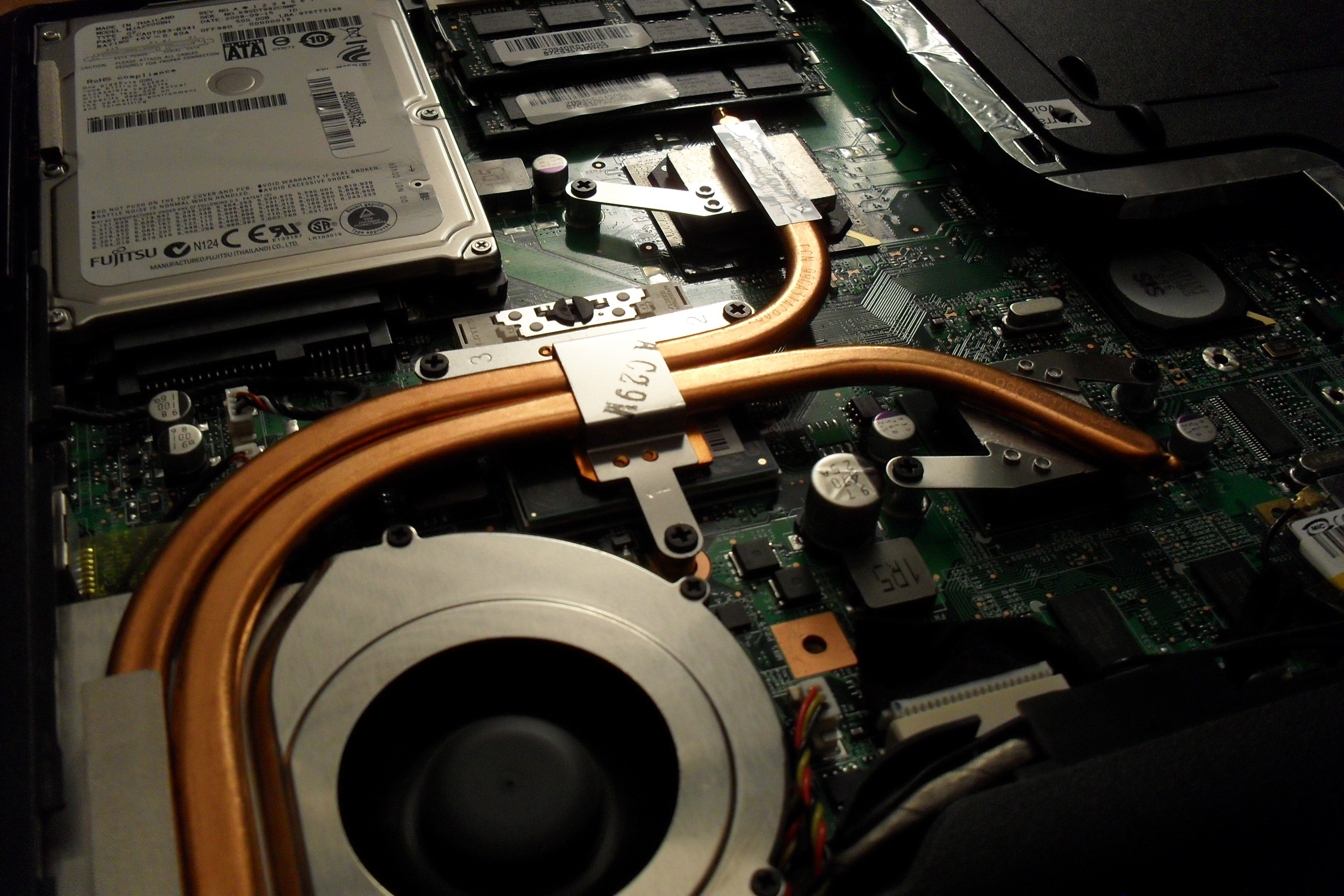
Un sistema de canonades de calor per a un ordinador portàtil

Un tub de calor és un dispositiu de transferència de calor que utilitza la transició de fase per transferir calor entre dues interfícies sòlides.
A la interfície calenta d'un tub de calor, un líquid volàtil en contacte amb una superfície sòlida tèrmicament conductora es converteix en un vapor absorbint la calor d'aquesta superfície. Aleshores, el vapor viatja al llarg del tub de calor fins a la interfície freda i es torna a condensar en un líquid, alliberant la calor latent. Aleshores, el líquid torna a la interfície calenta mitjançant l'acció capil·lar, la força centrífuga o la gravetat i el cicle es repeteix.

Diagrama que mostra els components i el mecanisme d'un tub de calor que conté una metxa

A causa dels coeficients de transferència de calor molt elevats per a l'ebullició i la condensació, els tubs de calor són conductors tèrmics molt efectius. La conductivitat tèrmica efectiva varia amb la longitud del tub de calor i pot aproximar-se 100 kW/(m⋅K) per a tubs de calor llargs, en comparació amb aproximadament 0,4 kW/(m⋅K) per al coure.

## Estructura, disseny i construcció

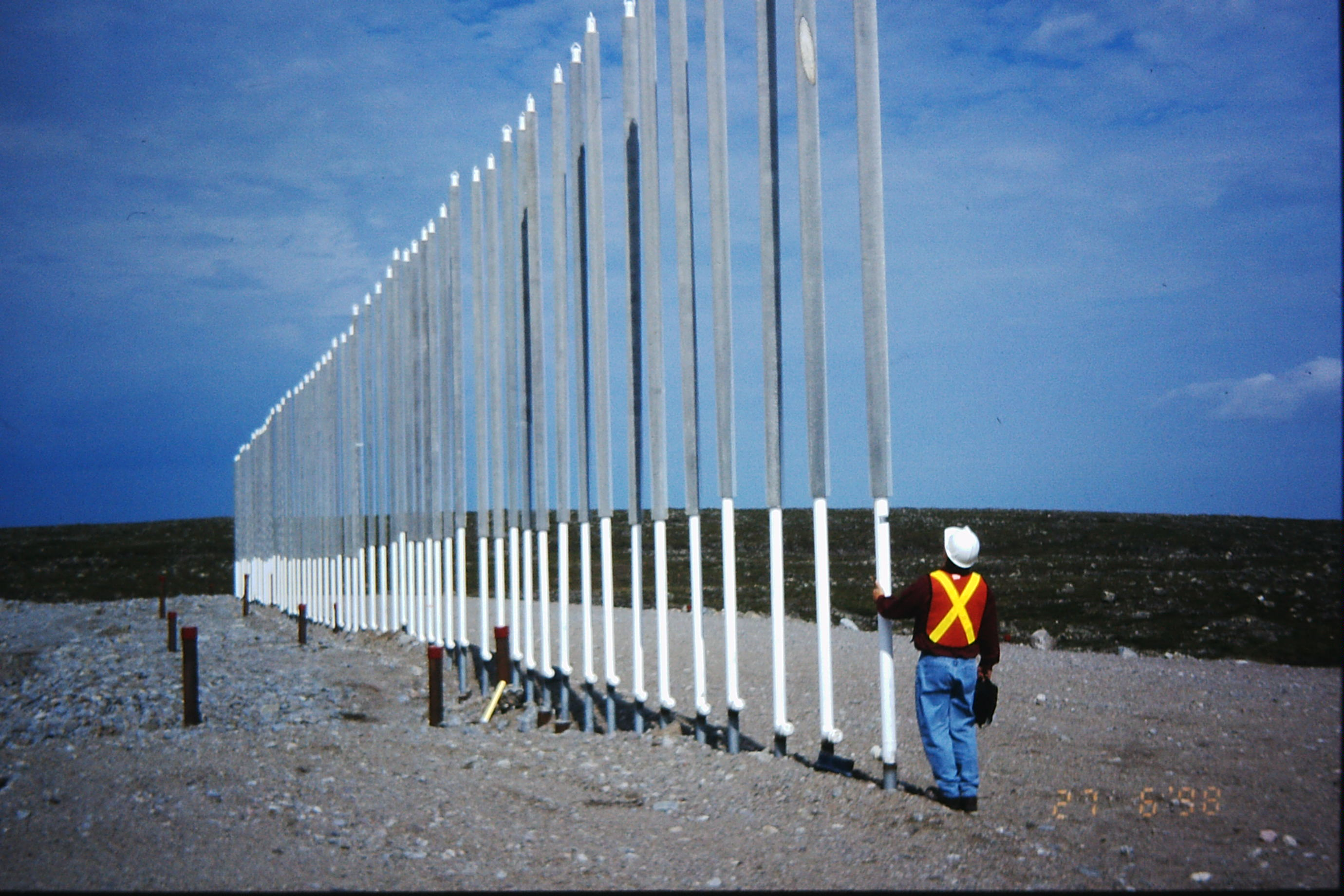
Les canonades de calor mantenen el sòl congelat i inhibeixen la transferència d'aigua a la fossa oberta durant les activitats mineres a la mina de diamants Ekati

Una canonada de calor típica consisteix en una canonada o tub segellat fet d'un material compatible amb el fluid de treball, com ara el coure per a canonades de calor d'aigua o alumini per a canonades de calor d'amoníac. Normalment, s'utilitza una bomba de buit per eliminar l'aire del tub de calor buit. El tub de calor s'omple parcialment amb un fluid de treball i després segella. La massa del fluid de treball s'escull de manera que el tub de calor contingui vapor i líquid en l'interval de temperatura de funcionament.

Aquests 100 mm per 100 mm per 10 L'animació de tub de calor pla i prim de mm d'altura (dispersor de calor) es va crear mitjançant anàlisi CFD d'alta resolució i mostra trajectòries de flux contornejats de temperatura, predites mitjançant un paquet d'anàlisi CFD.

La temperatura de funcionament indicada/recomanada d'un sistema de tubs de calor determinat és d'una importància crítica. Per sota de la temperatura de funcionament, el líquid està massa fred i no pot vaporitzar-se en un gas. Per sobre de la temperatura de funcionament, tot el líquid s'ha convertit en gas i la temperatura ambiental és massa alta perquè qualsevol dels gasos es condense. La conducció tèrmica encara és possible a través de les parets del tub de calor, però a una velocitat de transferència tèrmica molt reduïda. A més, per a una aportació de calor determinada, és necessari assolir una temperatura mínima del fluid de treball ; mentre que a l'altre extrem, qualsevol augment (desviació) addicional del coeficient de transferència de calor del disseny inicial tendirà a inhibir l'acció del tub de calor. Això pot ser contrari a la intuïció, en el sentit que si un sistema de canonades de calor és ajudat per un ventilador, llavors el funcionament de la canonada de calor es pot trencar, donant lloc a una eficàcia reduïda del sistema de gestió tèrmica, potencialment molt reduïda. La temperatura de funcionament i la capacitat màxima de transport de calor d'un tub de calor —limitada per la seva estructura capil·lar o altra utilitzada per retornar el fluid a la zona calenta (força centrífuga, gravetat, etc.)— estan, doncs, ineludiblement i estretament relacionades.

Aquest 120 L'animació tèrmica del disseny del dissipador de calor de la cambra de vapor de mm de diàmetre (dispersor de calor) es va crear mitjançant l'anàlisi CFD d'alta resolució i mostra les trajectòries de la superfície del dissipador de calor i el flux de fluids predites mitjançant un paquet d'anàlisi CFD.

Els fluids de treball s'escullen segons les temperatures a les quals ha de funcionar el tub de calor, amb exemples que van des d'heli líquid per a aplicacions de temperatura extremadament baixa (2–4 K) al mercuri (523–923 K), sodi (873–1473 K) i fins i tot indi (2000–3000 K) per a temperatures extremadament altes. La gran majoria de canonades de calor per a aplicacions a temperatura ambient utilitzen amoníac (213–373 K), alcohol (metanol (283–403 K) o etanol (273–403 K)), o aigua (298–573 K) com a fluid de treball. Les canonades de calor de coure/aigua tenen un embolcall de coure, utilitzen aigua com a fluid de treball i solen funcionar en l'interval de temperatures de 20 a 150°C. De vegades, les canonades de calor de l'aigua s'omplen omplint parcialment d'aigua, escalfant-se fins que l'aigua bull i desplaça l'aire, i després segellen quan estiguin calenta.
Perquè el tub de calor transfereixi calor, ha de contenir líquid saturat i el seu vapor (fase gasosa). El líquid saturat es vaporitza i viatja fins al condensador, on es refreda i torna a ser un líquid saturat. En un tub de calor estàndard, el líquid condensat es retorna a l'evaporador mitjançant una estructura de metxa que exerceix una acció capil·lar sobre la fase líquida del fluid de treball. Les estructures de metxa utilitzades en tubs de calor inclouen pols de metall sinteritzat, pantalla i metxes acanalades, que tenen una sèrie de solcs paral·lels a l'eix de la canonada. Quan el condensador es troba a sobre de l'evaporador en un camp gravitatori, la gravetat pot retornar el líquid. En aquest cas, el tub de calor és un termosifó. Finalment, els tubs de calor rotatius utilitzen forces centrífugues per retornar el líquid del condensador a l'evaporador.

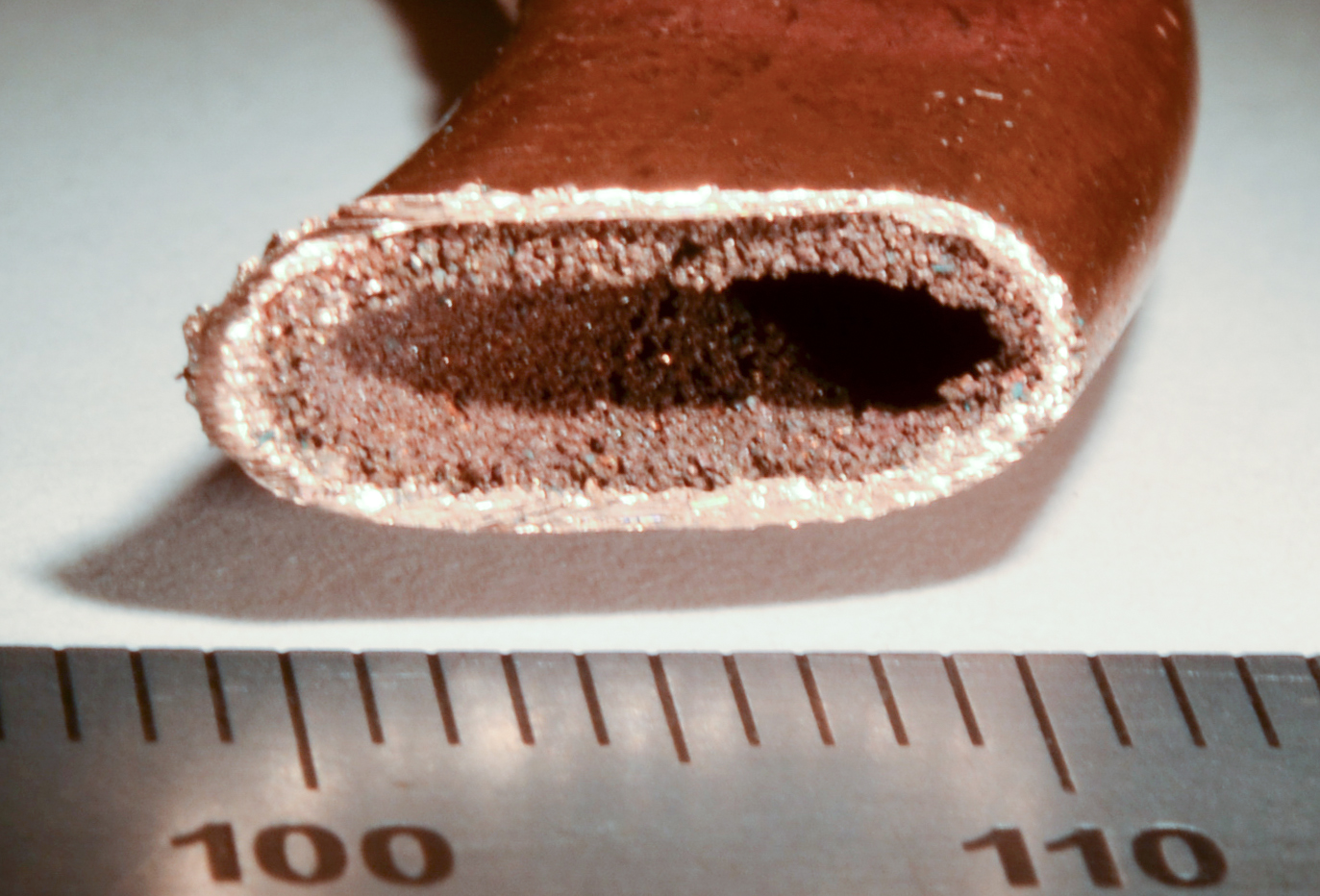
Secció transversal d'un tub de calor per refredar la CPU d'un ordinador portàtil. L'escala de la regla està en mil·límetres.

Els tubs de calor no contenen peces mecàniques mòbils i normalment no requereixen manteniment, encara que els gasos no condensables que es difonen a través de les parets de la canonada, que resulten de la ruptura del fluid de treball, o que existeixen com a impureses originals en el material, poden eventualment reduir l'eficàcia de la canonada. a la transferència de calor.
L'avantatge de les canonades de calor sobre molts altres mecanismes de dissipació de calor és la seva gran eficiència en la transferència de calor. Una canonada d'una polzada de diàmetre i dos peus de llarg pot transferir 3,7 kW (12.500 BTU per hora) a 1,800 °F (980 °C) amb només 18 °F (10 °C) cau d'extrem a extrem. Alguns tubs de calor han demostrat un flux de calor de més de 23 kW/cm 2, aproximadament quatre vegades el flux de calor a través de la superfície del Sol.

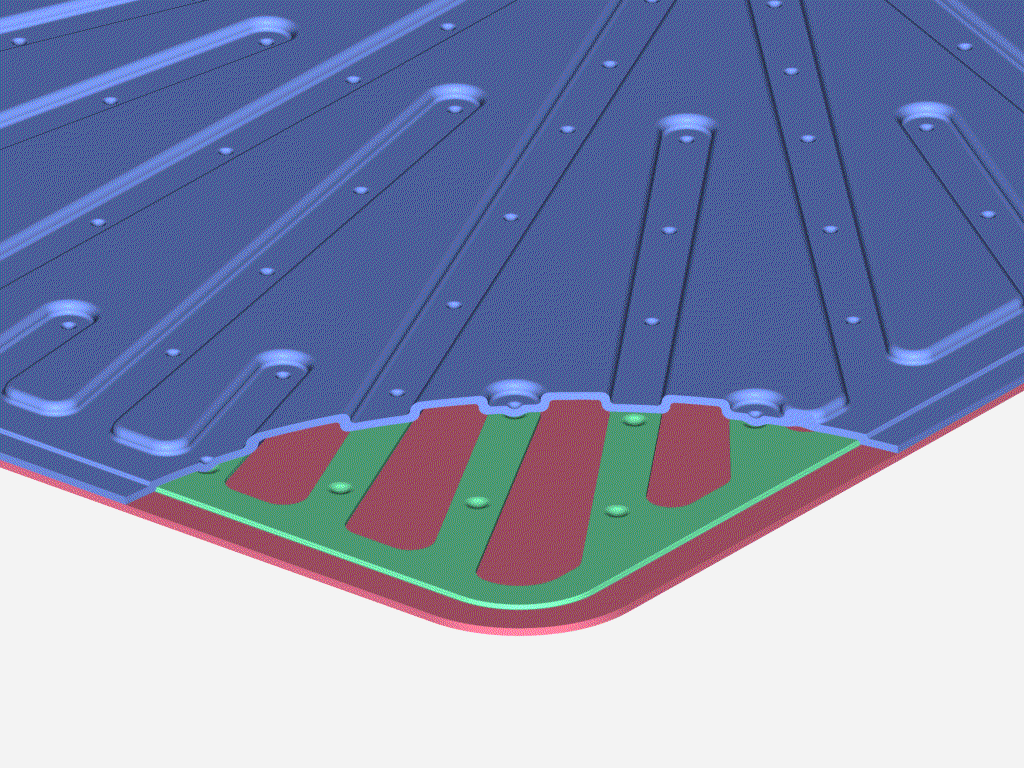
Vista retallada d'un 500 Tub de calor pla de μm de gruix amb un capil·lar pla prim (de color aqua)

### Materials de tubs de calor i fluids de treball
Els tubs de calor tenen un embolcall, una metxa i un fluid de treball. Els tubs de calor estan dissenyats per a un funcionament a molt llarg termini sense manteniment, de manera que la paret i la metxa del tub de calor han de ser compatibles amb el fluid de treball. Alguns parells de material/fluids de treball que semblen ser compatibles no ho són. Per exemple, l'aigua en un embolcall d'alumini desenvoluparà grans quantitats de gas no condensable al llarg d'unes hores o dies, impedint el funcionament normal del tub de calor.
Des que George Grover va redescobrir les canonades de calor el 1963, s'han realitzat extenses proves de vida útil per determinar parells d'embolcall/fluid compatibles, algunes durant dècades. En una prova de vida útil de les canonades de calor, les canonades de calor funcionen durant llargs períodes i es controlen problemes com ara la generació de gas no condensable, el transport de material i la corrosió.
Els parells d'embolcall (i metxa)/fluid més utilitzats inclouen:
- Embolcall de coure amb fluid de treball d'aigua per a la refrigeració d'electrònica. Aquest és, amb diferència, el tipus de tub de calor més comú.
- Embolcall de coure o acer amb fluid de treball refrigerant R134a per a la recuperació d'energia en sistemes HVAC.
- Embolcall d'alumini amb fluid de treball d'amoníac per al control tèrmic de la nau espacial.
- Embolcall de superaliatge amb fluid de treball de metall alcalí (cesi, potassi, sodi) per a tubs de calor d'alta temperatura, més utilitzat per calibrar dispositius de mesura de temperatura primària.

### Tipus de tubs de calor
A més dels tubs de calor de conductància constant (CCHP) estàndard, hi ha altres tipus de tubs de calor, incloent:
- Cambres de vapor (conductes de calor planes), que s'utilitzen per a la transformació del flux de calor i la isotermització de superfícies
- Tubs de calor de conductància variable (VCHP), que utilitzen un gas no condensable (NCG) per canviar la conductivitat tèrmica efectiva del tub de calor a mesura que canvien la potència o les condicions del dissipador de calor
- Tubs de calor controlats per pressió (PCHP), que són un VCHP on es pot canviar el volum del dipòsit, o la massa NCG, per donar un control de temperatura més precís.
- Tubs de calor de díodes, que tenen una alta conductivitat tèrmica en la direcció cap endavant i una baixa conductivitat tèrmica en la direcció inversa
- Els termosifons, que són tubs de calor on el líquid torna a l'evaporador per forces gravitatòries/acceleratives,
- Tubs de calor giratoris, on el líquid torna a l'evaporador per forces centrífugues

### Tubs de calor de díode
Els tubs de calor convencionals transfereixen la calor en qualsevol direcció, des de l'extrem més calent fins a l'extrem més fred del tub de calor. Diversos tubs de calor diferents actuen com un díode tèrmic, transferint calor en una direcció, mentre que actuen com a aïllant en l'altra:
- Termosifons, que només transfereixen la calor de la part inferior a la part superior del termosifó, on el condensat torna per gravetat. Quan el termosifó s'escalfa a la part superior, no hi ha líquid disponible per evaporar.
- Tubs de calor giratoris, on el tub de calor té una forma de manera que el líquid només pot viatjar per forces centrífugues des de l'evaporador nominal fins al condensador nominal. De nou, no hi ha líquid disponible quan s'escalfa el condensador nominal.
- Tubs de calor de díode trampa de vapor.
- Tubs de calor de díode trampa de líquid.

## Transferència de calor
Les canonades de calor utilitzen el canvi de fase per transferir energia tèrmica d'un punt a un altre mitjançant la vaporització i condensació d'un fluid de treball o refrigerant. Les canonades de calor es basen en una diferència de temperatura entre els extrems de la canonada i no poden baixar les temperatures a cap dels extrems per sota de la temperatura ambient (per tant, tendeixen a igualar la temperatura dins de la canonada).
Quan s'escalfa un extrem del tub de calor, el fluid de treball dins del tub en aquest extrem es vaporitza i augmenta la pressió de vapor dins de la cavitat del tub de calor. La calor latent de vaporització absorbida pel fluid de treball redueix la temperatura a l'extrem calent de la canonada.
La pressió de vapor sobre el fluid de treball líquid calent a l'extrem calent de la canonada és superior a la pressió de vapor d'equilibri sobre el fluid de treball de condensació a l'extrem més fred de la canonada, i aquesta diferència de pressió provoca una ràpida transferència de massa a l'extrem de condensació on l'excés de vapor es condensa, allibera la seva calor latent i escalfa l'extrem fresc de la canonada. Els gasos no condensants (causats per la contaminació, per exemple) al vapor impedeixen el flux de gas i redueixen l'eficàcia del tub de calor, especialment a baixes temperatures, on les pressions de vapor són baixes. La velocitat de les molècules en un gas és aproximadament la velocitat del so, i en absència de gasos no condensants (és a dir, si només hi ha una fase gasosa) aquest és el límit superior de la velocitat amb què podrien viatjar en el tub de calor. . A la pràctica, la velocitat del vapor a través del tub de calor està limitada per la velocitat de condensació a l'extrem fred i molt inferior a la velocitat molecular. Nota/explicació: la velocitat de condensació és molt propera al coeficient d'adhesió multiplicat per la velocitat molecular per la densitat del gas, si la superfície de condensació és molt freda. Tanmateix, si la superfície és propera a la temperatura del gas, l'evaporació causada per la temperatura finita de la superfície cancel·la en gran manera aquest flux de calor. Si la diferència de temperatura és superior a unes desenes de graus, la vaporització de la superfície és normalment insignificant, com es pot avaluar a partir de les corbes de pressió de vapor. En la majoria dels casos, amb un transport de calor molt eficient a través del gas, és molt difícil mantenir diferències de temperatura tan importants entre el gas i la superfície de condensació. A més, aquestes diferències de temperatura corresponen per si mateixes a una gran resistència tèrmica efectiva. El coll d'ampolla sovint és menys greu a la font de calor, ja que les densitats de gas són més altes allà, el que correspon a fluxos de calor màxims més alts.